# 桂林街

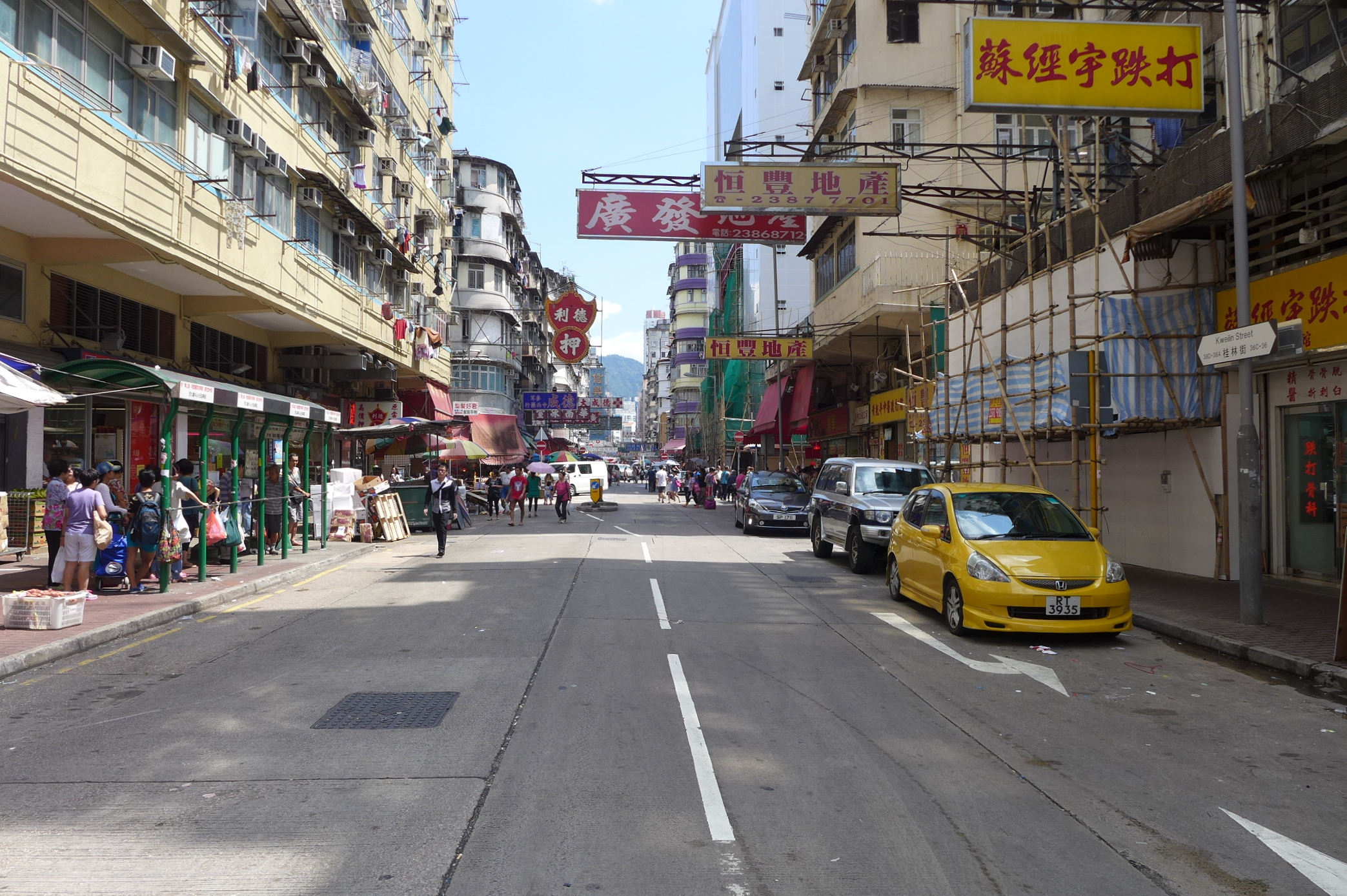
桂林街與荔枝角道交界

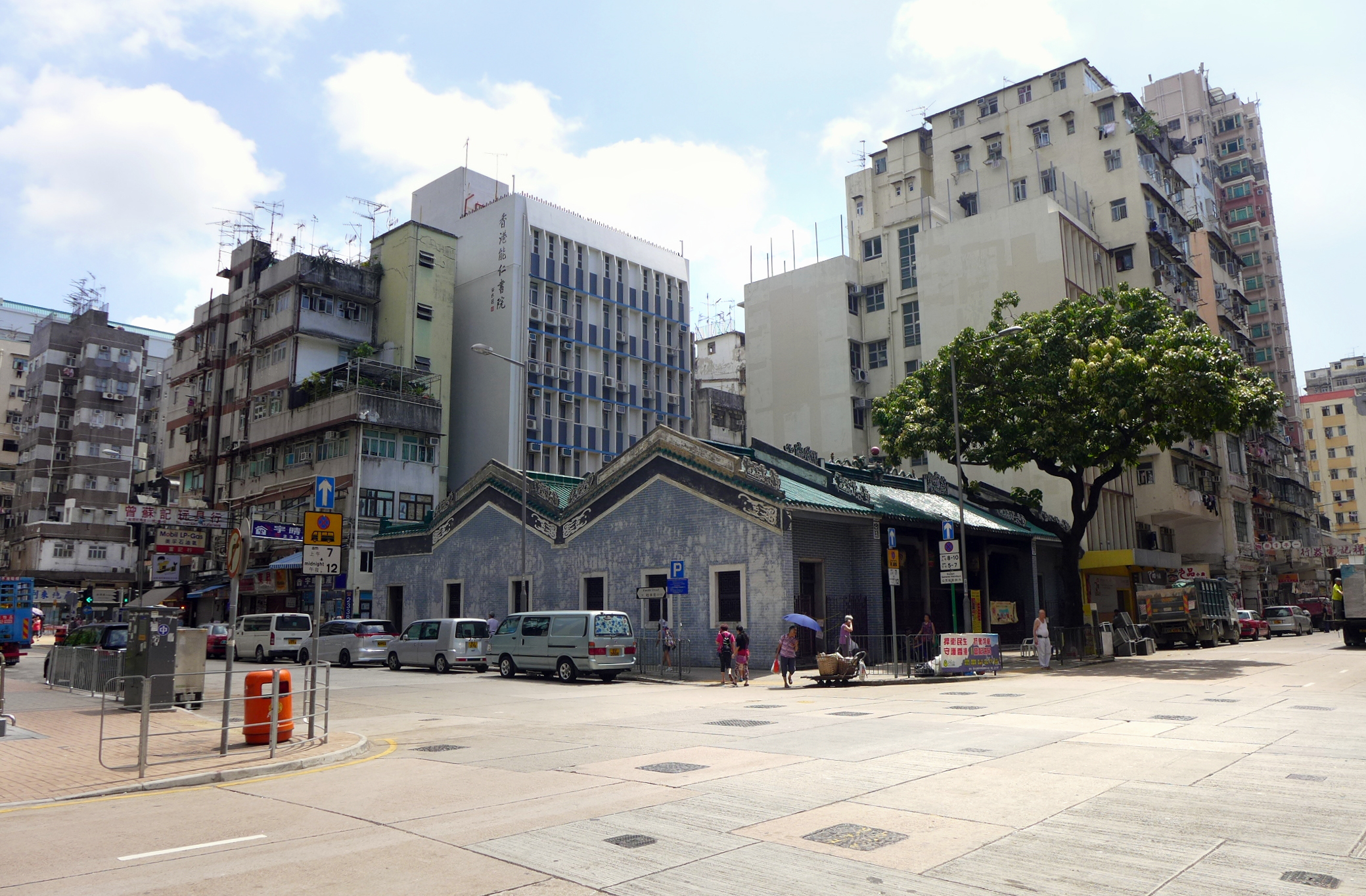
桂林街近醫局街路段，圖前方為深水埗天后廟

桂林街（英語：Kweilin Street），是香港深水埗區一條街道，其道路名稱取自廣西桂林市，並與北河街大致平行。桂林街店舖主要售賣電器及電腦產品為主，也有部份售賣二手衣服及鞋子的店鋪。

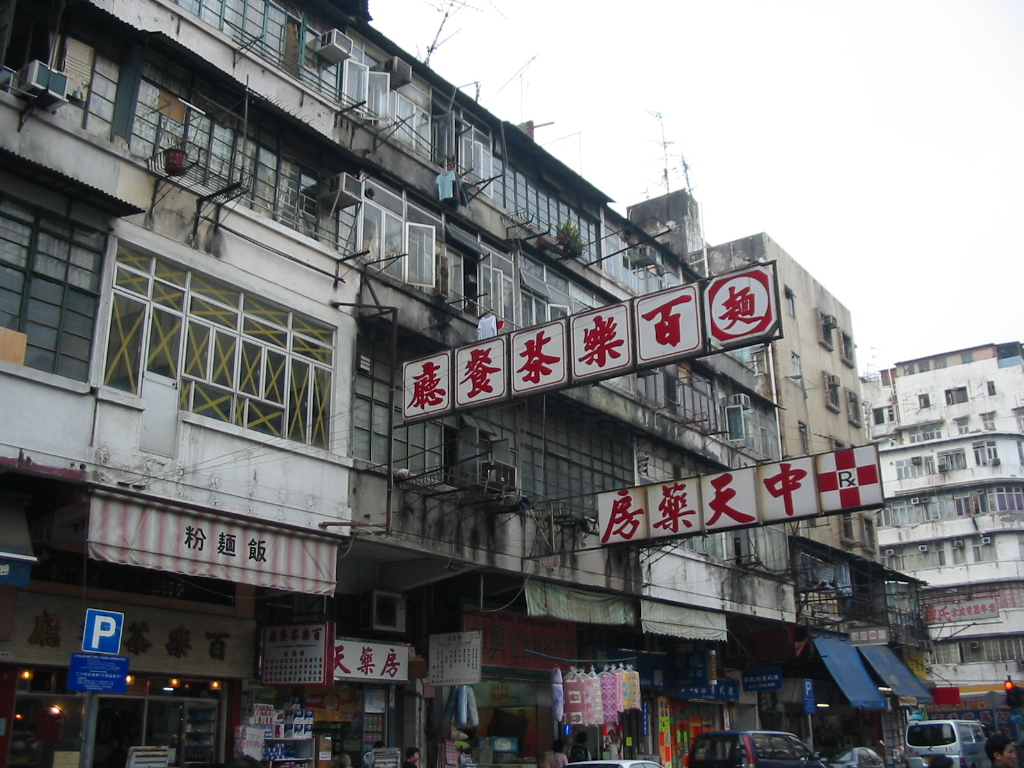
位於桂林街的新亞書院舊校舍遺址

新亞書院始創時期，是位於桂林街的唐樓之上。只有三、四樓的六個單位，三樓為辦公室、學生宿舍和錢穆、唐君毅、張丕介的住所。

## 交匯道路
（由北至南）
- 巴域街、白田街
- 大埔道
- 青山道
- 元州街
- 福榮街
- 福華街
- 長沙灣道
- 鴨寮街
- 汝州街
- 基隆街
- 大南街
- 荔枝角道
- 醫局街
- 海壇街
- 通州街

## 附近地標
- 高登電腦中心
- 黃金電腦商場
- 鴨寮街
- 西九龍中心
- 陳振潮菜種行

## 夜市
近年起於農曆新年期間，桂林街從年三十晚開始，會有大量地攤及熟食檔出現，因而被稱為「桂林夜市」。

## 事件
雖然「桂林夜市」受到市民熱烈歡迎，但由於夜市小販多為無牌營業，食物環境衛生署於2013年2月2日曾經到場掃蕩熟食小販。《蘋果日報》報導稱：市民一般認為在大時大節等公眾假期讓小販擺檔，是法外人情。
2018年12月15日，有人在桂林街近港鐵深水埗站從高處灑下多張港幣一百元鈔票，經調查後疑為有「幣少爺」之稱的黃鉦傑所為，他在翌日於再次駕駛私家車VN2853路經上址時被警方拘捕，而該車亦被扣查。
2023年6月5日上午11時，警方接報，稱桂林街115號其中一個單位發生命案，軍裝警員到場後發現劏房內有一名印度籍女子，警員入屋時女子並無特別反應，情緒穩定未有大吵大鬧，但睡房木門反鎖，警方破門而入後於房內床上發現三名非華裔女童，其中一人口鼻有血跡。警方調查發現女童身上沒有表面傷痕，現場亦沒有利器或藥物，枕頭上則有血跡。三名女童送往明愛醫院，其後證實不治。警方懷疑三名女童被人用枕頭焗死，並拘捕三名死者的印度籍母親，涉嫌謀殺三名女童。

## 外部連結
- 書院介紹：歴史 （页面存档备份，存于） - 香港中文大學新亞書院
- 梁炳華. 《深水埗區風物志》 （页面存档备份，存于）(2011) 香港: 深水埗區區議會.